# Alcalinidade
Alcalinidade  representa a capacidade que um sistema aquoso tem para neutralizar ácidos fortes. Uma solução de baixa alcalinidade (como água pura) terá seu pH diminuído por um ácido fraco, mas uma solução de alta alcalinidade não terá grande alteração no pH, pois seus íons livres neutralizarão o ácido fraco.  
A alcalinidade é devida principalmente aos carbonatos e bicarbonato e, secundariamente, aos íons hidróxidos, silicatos, boratos, fosfatos e amônia. A alcalinidade  é a soma da alcalinidade produzida por todos esses íons.
Não é possível a coexistência de três formas de alcalinidade em uma mesma amostra em função da reação química do íon bicarbonato com o íon hidróxido, o íon bicarbonato age como se fosse um ácido fraco na presença de uma base forte:
HCO3 + OH = H2O + CO3

## Fonte de alcalinidade nas águas
Durante sua passagem pelo solo, os bicarbonatos e alguns carbonatos, estes menos solúveis, dissolvem-se na água. Quando o solo é rico em calcáreo o gás carbônico vai solubilizá-lo e transformando-o em bicarbonato, de acordo com a reação:
CO2 + CaCO3 + H2O « Ca (HCO3)
Em águas eutrofizadas torna-se mais comum o aparecimento de carbonatos e hidróxidos, porém devido as florações de algas, nos períodos de calor intenso o processo de fotossíntese torna-se maior que o processo de respiração e a retirada de gás carbônico promove uma elevação nos valores de pH, este podendo atingir 10 unidades. A alcalinidade de hidróxidos em águas naturais tem sua principal fonte vinda da descarga de efluentes industriais onde se utilizam bases fortes. A alcalinidade de hidróxidos também pode ser observada em águas tratadas com cal.
Apesar da alcalinidade das águas não apresentar potenciais riscos a saúde pública, pode provocar alteração no paladar e sua importância, já que não é padrão de classificação de águas e nem de emissão de esgotos, está no controle de alguns processos unitários utilizados em estações de tratamento de águas para abastecimento. Um exemplo é a etapa de floculação, onde o coagulante irá reagir com a alcalinidade da água formando hidróxidos metálicos polimerizados altamente insolúveis. Para isso é necessária uma quantidade prevista entre a dosagem do coagulante e a alcalinidade que é dada por estequiometria. 
Para o tratamento de esgotos, onde são aplicados digestores anaeróbicos de lodos é necessária a presença de alcalinidade de bicarbonato elevada para agir como tampão e impedir uma grande queda de pH caso houver desequilíbrio. Com o desenvolvimento de digestores anaeróbios trabalhando a taxas elevadas no tratamento de esgotos, observa-se que a alcalinidade é um parâmetro de segurança e que nem sempre é indispensável, pois permite operar reatores anaeróbios de fluxo ascendente, manto de lodo e filtros anaeróbios em faixas de pH mais baixas. 
Alcalinidade pode associar-se a dureza, causando a precipitação de carbonatos, principalmente em sistemas de águas quentes, provocando incrustações. 

## Determinação da Alcalinidade
Para determinar a alcalinidade de uma amostra é necessário realizar a padronização de soluções, que corresponde à determinação de uma concentração desconhecida, a partir de uma outra concentração exatamente conhecida. Esse processo pode ser realizado pelo método de titulação.
A solução padrão é composta por uma massa pesada em balança analítica, dissolvida por solvente adequado e completado seu volume até o menisco de um balão volumétrico. Esta solução é adicionada por uma bureta na solução que é desejado encontrar a concentração desconhecida, até que ocorra reação completa. 
A titulação pode ser potenciométrica, ou podem ser empregados indicadores ácido-base. O método potenciométrico baseia-se no potencial elétrico de amostras, onde são fornecidas informações sobre os íons ou gases dissolvidos. Já os indicadores ácido-base são substâncias que possuem a capacidade de mudar de cor de acordo com o pH do meio em que está presente.

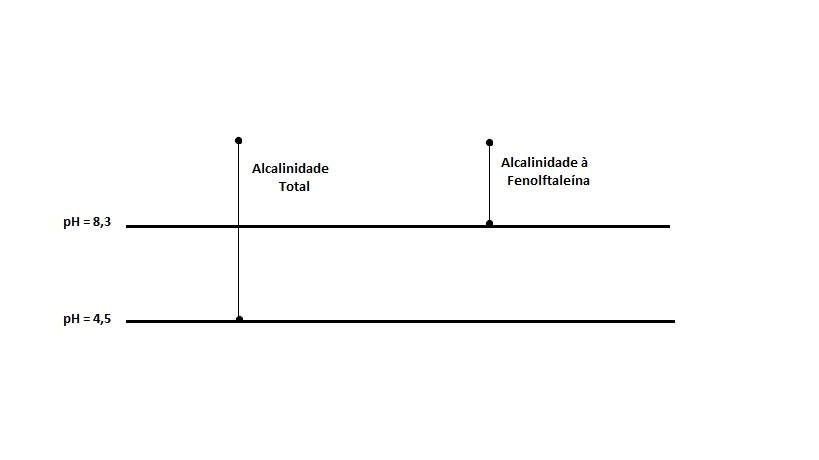
Limites de pH utilizados na determinação da alcalinidade

Uma amostra de água apresenta alcalinidade se seu pH for inferior à 4,5. Esse limite condiz à conversão de bicarbonatos em gás carbônico. 
Se uma amostra de água tiver pH entre 4,5 e 8,3, ela pode possuir alcalinidade e acidez ao mesmo tempo, isso ocorre devido ao equilíbrio entre o gás carbônico, o bicarbonato e o carbonato. Assim, quando uma substância que poderia provocar alteração do pH da amostra é adicionada, ela pode ser neutralizada a partir do deslocamento de equilíbrio. Esse efeito é denominado tampão. 
Desta forma, pode-se relacionar o pH com o teor de gás carbônico, de forma que:
- pH > 9,4: presença de hidróxidos e carbonatos.

- pH entre 8,3 e 9,4: carbonatos e bicarbonatos

- pH entre 8,3 e 4,6 presença apenas de bicarbonato.

- pH < 4,6 -3,0: ácidos minerais.

Para medir a alcalinidade usa-se indicadores como a fenolftaleína e o metil orange, o primeiro confere cor rosa para pH maior ou igual a 8,3. Quando titulado com ácido para valores abaixo deste, a cor rosa desaparece. O metil orange, por sua vez, apresenta cor inicialmente amarelo que passa a ser vermelho ou laranja quando o pH está em torno de 4,2. 